# Persicaria hystricula
Persicaria hystricula är en slideväxtart som först beskrevs av Schuster, och fick sitt nu gällande namn av Sojak. Persicaria hystricula ingår i släktet pilörter, och familjen slideväxter. Inga underarter finns listade i Catalogue of Life.